# Тантьєма
Тантьєма (англ. profit sharing, profit commission) — додаткова винагорода, що виплачується членам правлінь, директорам, керівним службовцям акціонерних товариств, банків, фінансових компаній з урахуванням одержуваних цими структурами прибутків.
В перестрахуванні тантьєма — це комісія з отриманого прибутку, яку перестраховик щорічно виплачує цедентові за наслідками проходження договорів перестрахування. В окремих випадках тантьєма — це різниця між перестраховою премією та виплатою.